# BRMO
Bijzonder Resistente Micro-Organismen (BRMO) zijn bacteriën zoals ESBL-positieve bacteriën en MRSA, die resistent zijn voor meerdere soorten antibiotica. Omdat behandeling van infecties met deze resistente micro-organismen minder goed mogelijk is, is het van het allergrootste belang binnen bijvoorbeeld een ziekenhuis maatregelen te treffen die gericht zijn op:
- het voorkómen van resistentieontwikkeling;
- het voorkómen van verspreiding van resistente micro-organismen.

Het voorkómen van resistentieontwikkeling wordt nagestreefd door het hanteren van een rationeel, terughoudend antibioticabeleid, zoals dat in richtlijnen is en nog wordt uitgewerkt door de Stichting Werkgroep Infectie Preventie (WIP), een samenwerkingsverband van drie Nederlandse wetenschappelijke verenigingen op het gebied van infectiepreventie en ziekenhuishygiëne, te weten de Nederlandse Vereniging voor Medische Microbiologie (NVMM), de Vereniging voor Infectieziekten en de Vereniging voor Hygiëne en Infectiepreventie in de Gezondheidszorg.

## Definities
De Werkgroep Infectie Preventie (WIP) heeft een aantal definities voor BRMO's opgesteld, deze zijn:
| Bacteriesoort                                    | ESBL | Chino- lonen | Amino- glycosiden | Carba- penems | Co-tri- moxazol | Cefta- zidime | Pipera- cilline | Peni- cillines | Vanco- mycine | Flucloxa- cilline |
| ------------------------------------------------ | ---- | ------------ | ----------------- | ------------- | --------------- | ------------- | --------------- | -------------- | ------------- | ----------------- |
| Enterobacteriaceae (zoals E. coli en Klebsiella) | A    | B            | B                 | A             |                 |               |                 |                |               |                   |
| Acinetobacter                                    |      | B *          | B                 | A             |                 |               |                 |                |               |                   |
| Stenotrophomonas maltophilia                     |      |              |                   |               | A               |               |                 |                |               |                   |
| Pseudomonas aeruginosa                           |      | C            | C                 | C             |                 | C             | C               |                |               |                   |
| Enterococcus faecium                             |      |              |                   |               |                 |               |                 | B              | B             |                   |
| Streptococcus pneumoniae                         |      |              |                   |               |                 |               |                 | A              | A             |                   |
| Staphylococcus aureus                            |      |              |                   |               |                 |               |                 |                |               | A                 |

* Het gaat hier uitsluitend om ciprofloxacine en/of levofloxacine, omdat Acinetobacter intrinsiek resistent zijn tegen norfloxacine.
- Een A betekent dat resistentie voor een van deze antibioticagroepen al voldoende is om als BRMO geclassificeerd te worden.
- Een B betekent dat er resistentie voor twee B-categorieën moet bestaan om als BRMO geclassificeerd te worden.
- Een C betekent dat er resistentie voor drie C-categorieën moet bestaan om als BRMO geclassificeerd te worden.